# قرار مجلس الأمن التابع للأمم المتحدة رقم 830
قرار مجلس الأمن التابع للأمم المتحدة رقم 830، المتخذ بالإجماع في 26 أيار / مايو 1993، بعد النظر في تقرير الأمين العام بشأن قوة الأمم المتحدة لمراقبة فض الاشتباك، أشار المجلس إلى جهودها لإحلال سلام دائم وعادل في الشرق الأوسط.
ودعا القرار الأطراف المعنية إلى التنفيذ الفوري للقرار 338 (1973)، وجدد ولاية قوة المراقبة لمدة ستة أشهر أخرى حتى 30 نوفمبر 1993، وطلب من الأمين العام بطرس بطرس غالي تقديم تقرير عن الوضع في نهاية تلك الفترة.

## روابط خارجية
- نص القرار في undocs.org